# デウィット郡 (イリノイ州)
デウィット郡（英: DeWitt County）は、アメリカ合衆国イリノイ州の中央部に位置する郡である。2010年国勢調査での人口は16,561人であり、2000年の16,798人から1.4％減少した。郡庁所在地はクリントン市（人口7,225人）であり、同郡で人口最大の都市でもある。郡名はニューヨーク州知事を務めたデウィット・クリントンに因んで名付けられた。アメリカ合衆国国勢調査局は郡名を"De Witt"と記しているが、通常は間にスペースの無い"DeWitt"が用いられている。

## 歴史
デウィット郡は1839年にメイコン郡とマクリーン郡の一部を合わせて設立された。

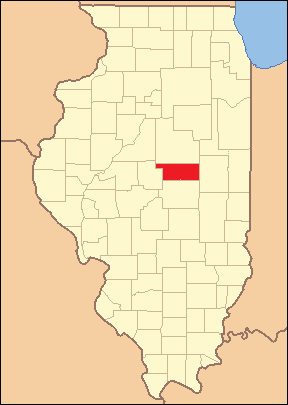
1839年創設時の郡領域から1841年にピアット郡が分離した
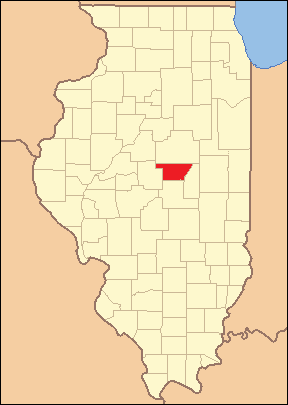
1841年から1845年まで
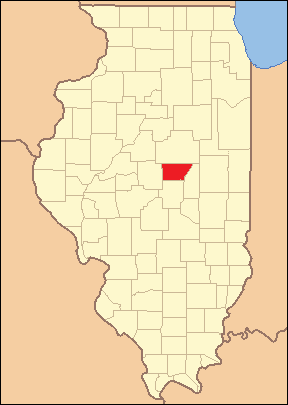
1845年から現在の領域

## 地理
アメリカ合衆国国勢調査局に拠れば、郡域全面積は405.08平方マイル (1,049.2 km2)であり、このうち陸地397.51平方マイル (1,029.5 km2)、水域は7.57平方マイル (19.6 km2)で水域率は1.87％である。

### 主要高規格道路
- 州間高速道路74号線
- アメリカ国道51号線
- アメリカ国道150号線
- イリノイ州道10号線
- イリノイ州道48号線
- イリノイ州道54号線

### 隣接する郡
- マクリーン郡 - 北
- ピアット郡 - 東
- メイコン郡 - 南
- ローガン郡 - 西

## 気候と気象
近年、郡庁所在地であるクリントン市の平均気温は1月の17°F (-8 ℃) から7月の88°F (31 ℃) まで変化している。過去最低気温は1905年2月に記録された-25°F (-32 ℃) であり、過去最高気温は1954年7月に記録された113°F (45 ℃) である。月間降水量は2月の1.95インチ (50 mm) から7月の4.54インチ (115 mm) まで変化している。

## 人口動態

2000人口ピラミッド

以下は2000年国勢調査による人口統計データである。
| 基礎データ - 人口：16,798人 - 世帯数：6,770 世帯 - 家族数：4,684 家族 - 人口密度：16人/km2（42人/mi2） - 住居数：7,282軒 - 住居密度：7軒/km2（18軒/mi2） 人種別人口構成 - 白人：97.81% - アフリカン・アメリカン：0.49% - ネイティブ・アメリカン：0.19% - アジア人：0.28% - 太平洋諸島系：0.02% - その他の人種：0.50% - 混血：0.71% - ヒスパニック・ラテン系：1.27% 先祖による構成 - ドイツ系：24.2％ - アメリカ人：18.8％ - イギリス系：16.2％ - アイルランド系：11.4％ 言語による構成 - 英語：98.4％ - スペイン語：1.3％ | 年齢別人口構成 - 18歳未満：24.6% - 18-24歳：7.8% - 25-44歳：28.3% - 45-64歳：23.5% - 65歳以上：15.9% - 年齢の中央値：38歳 - 性比（女性100人あたり男性の人口） - 総人口：95.6 - 18歳以上：93.5 世帯と家族（対世帯数） - 18歳未満の子供がいる：30.9% - 結婚・同居している夫婦：56.8% - 未婚・離婚・死別女性が世帯主：8.5% - 非家族世帯：30.8% - 単身世帯：26.8% - 65歳以上の老人1人暮らし：12.6% - 平均構成人数 - 世帯：2.44人 - 家族：2.95人 収入と家計 - 収入の中央値 - 世帯：41,256米ドル - 家族：50,429米ドル - 性別 - 男性：35,902米ドル - 女性：23,998米ドル - 人口1人あたり収入：20,488米ドル - 貧困線以下 - 対人口：8.2% - 対家族数：5.8% - 18歳未満：11.9% - 65歳以上：7.2% |

### 収入

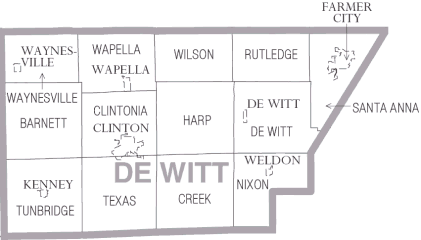
デウィット郡郡区図

## 郡区
デウィット郡は下記13の郡区に分割されている。
| - バーネット - クリントニア - クリーク - デウィット - ハープ | - ニクソン - ラトリッジ - サンタアナ - テキサス - タンブリッジ | - ウォペラ - ウェインズビル - ウィルソン |

## 都市と町

### 都市
- クリントン - 郡庁所在地
- ファームシティ

### 村
- デウィット
- ケニー
- ウォペラ
- ウェインズビル
- ウェルドン

## 選挙区
- アメリカ合衆国下院議員イリノイ州第15選挙区
- イリノイ州下院議員第87選挙区
- イリノイ州下院議員第110選挙区
- イリノイ州上院議員第44選挙区
- イリノイ州上院議員第55選挙区